# María (y los demás)
Pour plus de détails, voir Fiche technique et Distribution.
María (y los demás) est un film espagnol réalisé par Nely Reguera, sorti en 2016.

## Synopsis
María s'est occupée de son père et de ses frères et sœurs depuis la mort de sa mère. Son père annonce qu'il va se marier avec son aide à domicile, ce qui va changer sa vie.

## Fiche technique
- Titre : María (y los demás)
- Réalisation : Nely Reguera
- Scénario : Diego Ameixeiras, Nely Reguera, Roger Sogues, Eduard Sola et Valentina Viso
- Musique : Nico Casal
- Photographie : Aitor Echeverría
- Montage : Aina Calleja
- Société de production : Frida films, Avalon, Movistar+, Promo Allanda, Radio Televisión Española et Televisión de Galicia
- Pays de production :  Espagne
- Genre : Comédie dramatique
- Durée : 90 minutes
- Date de sortie : 
  - Espagne : 7 décembre 2016

## Distribution
- Bárbara Lennie : María
- José Ángel Egido : Antonio
- Pablo Derqui : Jorge
- Vito Sanz : Toni
- Marina Skell : Cachita
- Julián Villagrán : Dani
- Alexandra Pineiro : Anne
- Rocío León : Julia
- Aixa Villagrán : Bea
- María Vázquez : Sofía
- Miguel de Lira : Sergio
- Luisa Merelas : Rosario
- Ernesto Chao : Arturo
- Alba Loureiro : Marta Viso
- Xúlio Abonjo : Javi
- Fran Lareu : Rafa
- Alberto Rolán : Alberto

## Distinctions
Le film a été nommé pour deux prix Goya